# Dorpskerk van Mariendorf
De Dorpskerk van Mariendorf (Duits: Dorfkiche Mariendorf) is een veldsteenkerk in Berlijn-Mariendorf. De dorpskerk is waarschijnlijk rond 1250 gebouwd, door de Orde van de Tempeliers.
De dorpskerk is een van de oudste kerken van Berlijn en de Mittelmark van de deelstaat Brandenburg. Het is een van de 57 dorpskerken die Groot-Berlijn sinds 1920 kent. De kerk is gebouwd in de romaanse en romanogotische stijl.

## Geschiedenis
Met de bouw van de dorpskerk is men vermoedelijk begonnen in het tweede kwart van de 13e eeuw. De dorpskerk werd gebouwd aan de zuidzijde van de dorpsstraat in het centrum van het breed straatdorp. Dit was ter vervanging van een houten kerkgebouw dat maar kort in gebruik was. De graven op het kerkhof naast de kerk zijn in 1952 gevonden tijdens renovatiewerkzaamheden. Mariendorf was een van de drie dorpen die eigendom was van de Commanderij van Tempelhof, de andere twee dorpen waren Tempelhof  en Marienfelde.
Onder hun bewind werd de stenen kerk gebouwd, naar aanleiding van een bepaald concept, qua kerkplattegrond die men in veel veldstenenkerken  terugvindt in gebieden van historisch Mark Brandenburg terug ziet, zoals ook hier in het hedendaagse Groot-Berlijn. Dit type kerk heeft een schipbrede westtoren, enkel schip, priesterkoor en een vierdelige apsis.
De onderbouw van de veldsteenkerk eindigt halverwege tussen de dakrand en de nok van het schip. Bij het kerkschip in dit geval moet gedacht worden aan langwerpig hoofddeel van een kerk, dat kan bestaan uit een middenschip en meerdere zijbeuken, een "Langhaus" zoals dat in veel gevallen op het avondland moet denken.
De vensters en het oorspronkelijk noordportaal beschikten over ronde bogen, die waarschijnlijk in de 18e eeuw verdwenen zijn.
Aan het einde van de 16e eeuw werd de veldstenen sokkel van de schipbrede toren aangevuld met houten bovenverdiepingen.
De houten bovenverdiepingen hebben vierkante plattegrond, zodat de dichtgetimmerde toren boven het dak van het schip naar binnen lijkt te zijn getrokken. De boventoren is ronder. De toren wordt echter wel slanker naarmate men hoger komt. Daarnaast werd aan de noordzijde van het koor een sacristie toegevoegd
Tussen de jaren 1565 en 1568 werden nieuwe daken gebouwd en werd het balkenplafond in het koorgebied vervangen door een kruisgewelf. Het schip kreeg lopen met steekkapgewelven over de drie steunen die het schip in twee zijbeuken verdeelden.
Sinds 1737 heeft de kerk een karakteristieke houten barokke torenconstructie, die is afgesloten met een koperen helm en windwijzer. Tussen 1902 en 1903 werd de kerk gerenoveerd.
De patroonheilige, de raad van de stad Cölln an der Spree, schonk in 1626 een waardevol gebeeldhouwd altaar, dat bijna de hele apsis vulde. Dit altaar is tijdens de Tweede Wereldoorlog verplaatst en is sindsdien verloren gegaan. De preekstoel uit 1714 moest worden vervangen vanwege aangetast van het hout in de 20e eeuw.
De luidklok is een van de oudste kerkklokken in Groot-Berlijn en dateert uit 1480. Vanwege zijn historische waarde is het niet omgesmolten en heeft het dus de twee wereldoorlogen onbeschadigd overleefd.
De kerk heeft sinds 1846 een orgel, dit werd gemaakt door de Potsdamse orgelbouwer Gottlieb Heise.

## Na de Tweede Wereldoorlog
De Kerk van Mariendorf overleefde de luchtaanvallen in de Tweede Wereldoorlog grotendeels ongedeerd, alleen de ramen werden vernield en de dakbedekking raakte beschadigd. Er was echter een grote behoefte aan renovatie, vooral vanwege vochtschade, die ontstaan was in de oorlog. Tussen 1952 en 1957 werd de kerk grondig gerenoveerd. Bij de vloerrenovatie werden ook de fundamenten bloot gelegd, werd duidelijk dat de kerk over een historische begraafplaats was gebouwd en ontdekte men een  18e-eeuws graf, dat van Mevrouw von Rosay is. Bij de renovering verplaatste men de hoofdingang, naar westkant van de kerktoren en kwam er een directe verbinding tussen de toren en het schip van de kerk. Men ontving historische emblema uit de eerste helft van de 17e eeuw, vanuit de aan de eredienst onttrokken Heilig Geestkapel in het centrum van Berlijn. Ook kwam er een afgietsel van het 11e-eeuwse Wendisch Kruisbeeld en een nieuw orgel.
In 1970 werd de kerktoren voorzien van zestien nieuwe klokken voor een beiaard. Op dit carillon wordt elke drie minuten voor het hele uur een geestelijk deuntje gespeeld.

## Afbeeldingen

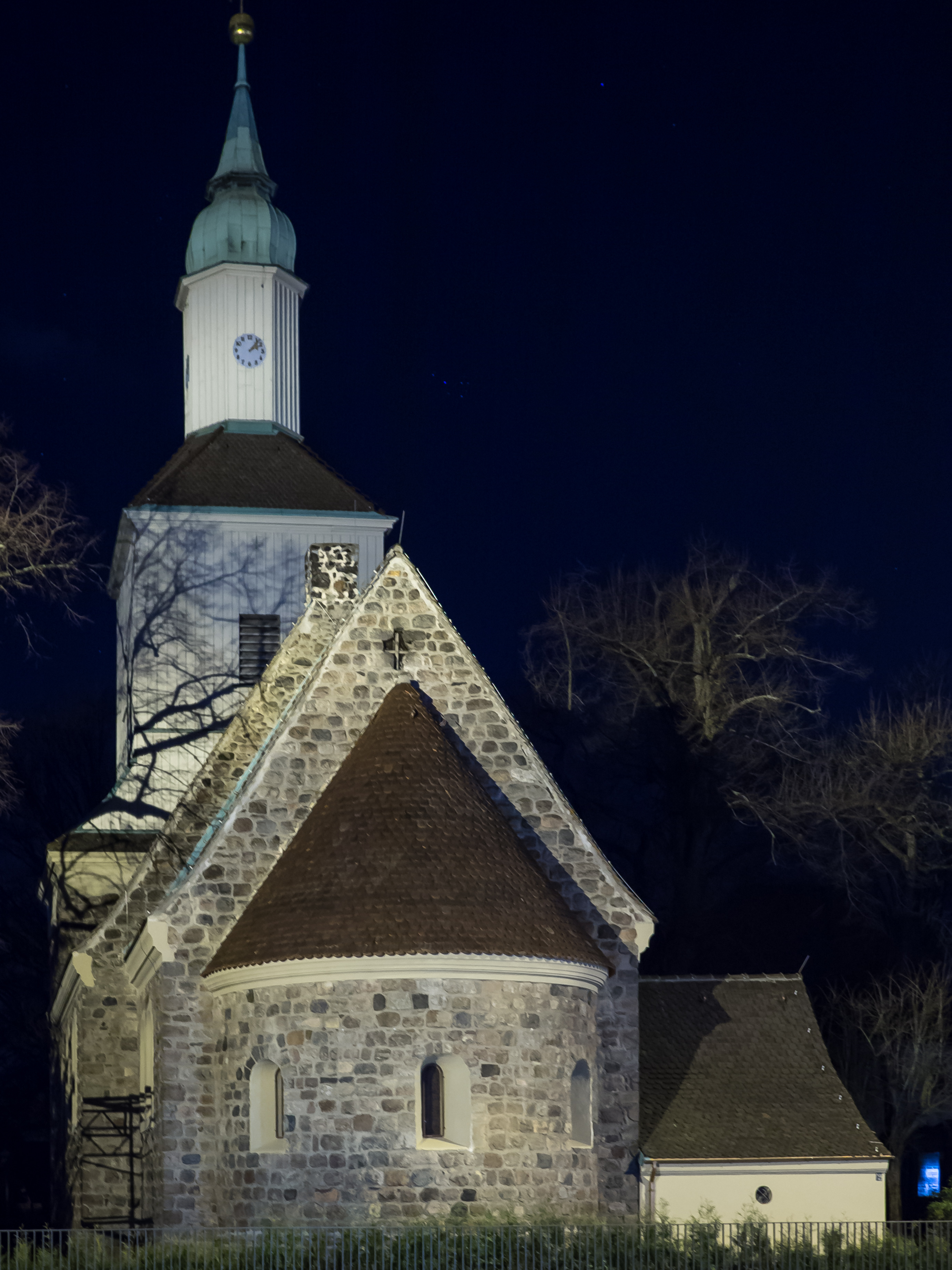
De dorpskerk van Mariendorf bij avond
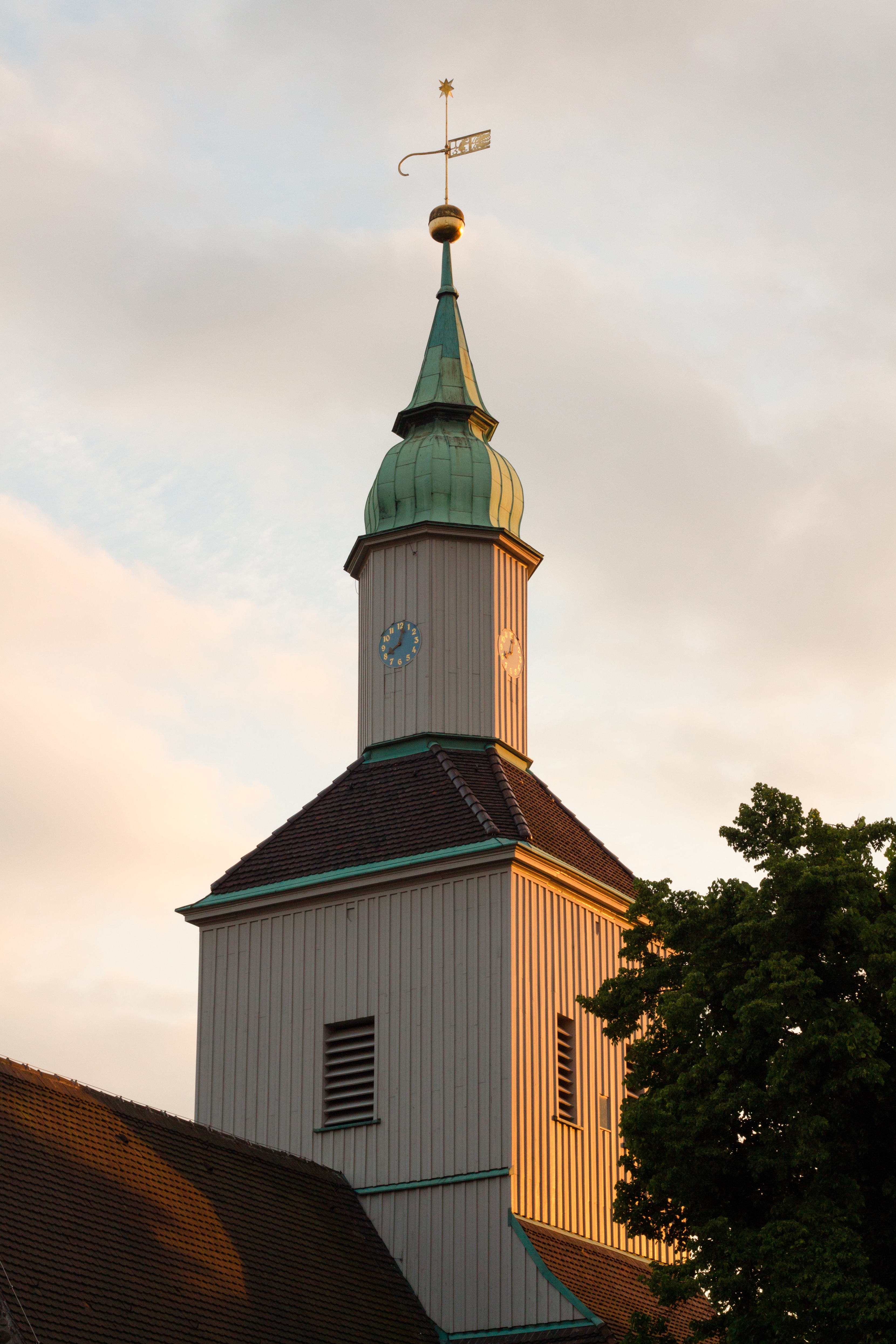
Bovenstuk van de houten toren van de dorpskerk Mariendorf
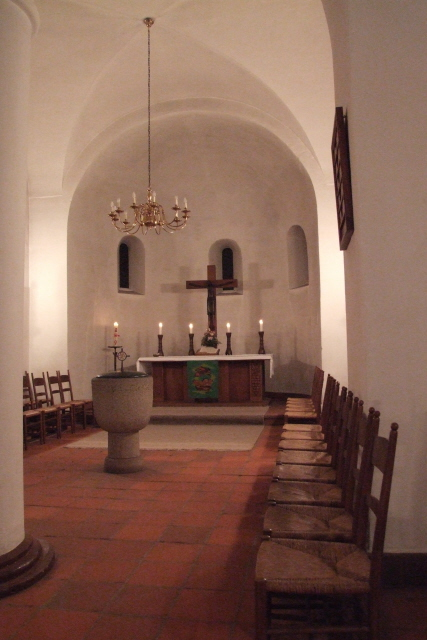
Het sobere  interieur van de middeleeuwse tempelierskerk van Mariendorf
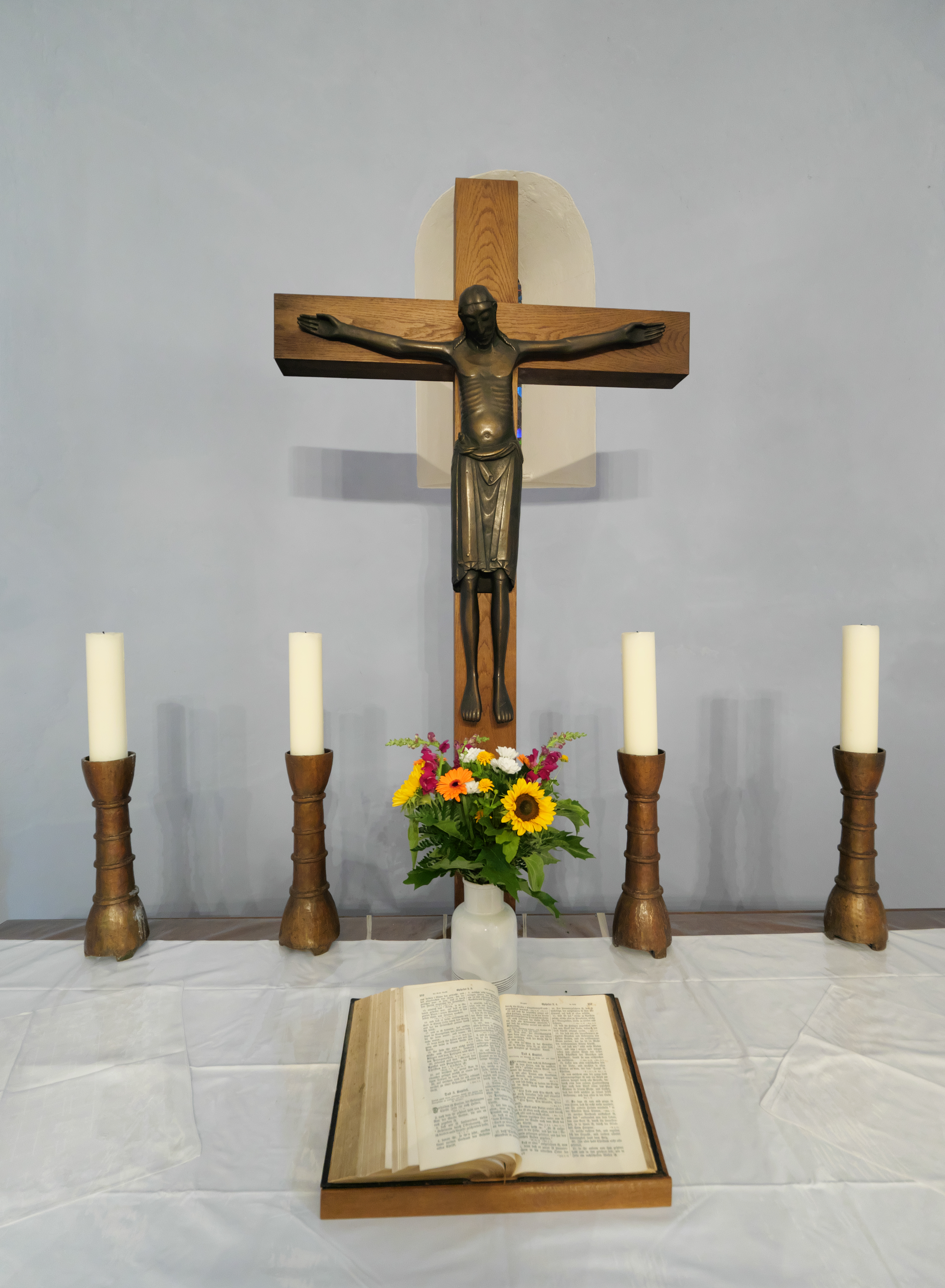
Het Wendisch Crucifix op het altaar van de dorpskerk van Mariendorf